# James McLeod
James Red McLeod (Virginia, 12 januari 1912 – Minneapolis, 3 juli 2007) was een Amerikaans componist, muziekpedagoog, arrangeur, dirigent, klarinettist en saxofonist.

## Levensloop
McLeod arrangeerde eerste werken toen hij nog op de Roosevelt High School in Virginia zat. Hij studeerde muziek aan de Universiteit van Minnesota in Minneapolis en behaalde er zowel zijn Bachelor of Arts als zijn Master of Music. Zijn eerste eigen werken schreef hij voor de harmonieorkesten van de Universiteit van Minnesota, onder andere ook het lied van de Minnesota Vikings in de National Football League Skol, Vikings. Hij was door de harmonieorkesten van de universiteit uitgenodigd de arrangementen te schrijven toen zij een concert verzorgden onder leiding van Eugene Ormandy.
Verder schreef hij muziek voor het Minnesota Orchestra en dirigeerde "The Flame Room Golden Strings" in haar concerten in het Radisson Hotel. Hij was eveneens dirigent van het huisorkest van "Murray's Restaurant" in Minneapolis. Hij componeerde en arrangeerde verder voor omroepuitzendingen en ijsdansshows van Dorothy Lewis alsook van 1941 tot 1963 voor het "Minneapolis Aquatennial - Aqua Follies Program".

## Composities (Uittreksel)

### Werken voor orkest
- Andante Cantabile, voor strijkorkest
- Andante Grazioso, voor strijkorkest
- Babes In Toyland, voor strijkorkest
- Bluegrass Camp Meeting, voor strijkorkest
- Carousel, voor strijkorkest
- Contrasts for Strings
- Etude, voor strijkorkest
- Festival March, voor orkest
- Fiddle and Stomp, voor strijkorkest
- Fiddle, Fiddle, Fiddle, voor strijkorkest[2]
- Fiddlers Square Dance, voor strijkorkest
- Galop, voor strijkorkest
- Holdiay Salute(A Showstopper Selections), voor strijkorkest
- La Serenata, voor strijkorkest
- Musical Buffet Of All-Time, voor strijkorkest
- Repasz Band, voor strijkorkest
- The Billboard March, voor strijkorkest
- Two Guitars, voor strijkorkest
- Wabash Cannonball, voor strijkorkest
- Waltz Etude, voor strijkorkest

### Werken voor harmonieorkest
- 1973 State Street Strut, voor dixielandkwintet en harmonieorkest
- Divertissement
- Explorations
- Radio Rag, dixieland
- Skol, Vikings

### Missen en andere kerkmuziek
- Dixieland Mass - Latin Mass, voor gemengd koor en dixieland band

### Werken voor jazzensemble
- Bayou Breakdown
- Bluesville U.S.A.
- Junior Jump
- Razzle Dazzle
- Slow and Lazy
- Smoke House Ramble
- Tantilizing Two-Step

### Kamermuziek
- 1978 Brass for favorite Hymns, voor koperkwartet en orgel
- Italian Medley, voor saxofoonkwartet

### Pedagogische werken
- Rhythm Etudes, voor blaasorkest
- Scale Etudes, voor blaasorkest